# Karl Friedrich Albrecht Finck von Finckenstein
Karl Friedrich Albrecht, Graf Finck von Finckenstein (* 17. Dezember 1772 in Berlin; † 29. August 1811 in Ziebingen) war ein preußischer Diplomat.

## Leben
Karl Friedrich Albrecht Finck von Finckenstein war der Sohn von Friedrich Ludwig Karl Finck von Finckenstein und seiner Ehefrau Albertine, geb. von Schönburg-Glauchau.
Nach einer Ausbildung zum Legationsrat war er 1797/1798 Teilnehmer der Gesandtschaft beim Rastatter Kongress.
Danach kam er an die preußische Gesandtschaft in Wien und wurde 1807 zum Gesandten ernannt.
1810 wurde er auf Verlangen von Napoleon von dem Gesandtenposten abberufen, nachdem eine Depesche von ihm an seinen König, in der er zum Krieg gegen Napoleon aufgefordert hatte, abgefangen worden war. Im Mai 1811 kehrte er auf seine Güter zurück. Während er dort auf seine Berufung als Gesandter an den sächsischen Hof nach Dresden wartete, starb er plötzlich und unerwartet an Typhus.

## Familie
Er hatte eine innige Liebesbeziehung mit Rahel Levin.
1810 heiratete er Rosa Marquise de Mello e Carvalho (* 1778; † 16. März 1841), mit der er einen Sohn hatte.
Wilhelm Graf Finck von Finckenstein (* 10. Oktober 1810; † 1. Oktober 1868); 1. ⚭ am 3. April 1834 mit Franziska Adolphine von Greiffenberg (1812–1842); 2. ⚭ am 23. April 1843 mit deren Schwester Franziska Marianne Emilie von Greiffenberg (1820–1886).